# Associazione Calcio Legnano 2005-2006
Questa pagina raccoglie le informazioni riguardanti l'Associazione Calcio Legnano nelle competizioni ufficiali della stagione 2005-2006.

## Stagione

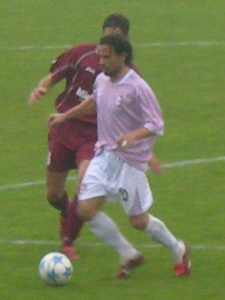
Marco Simone al Legnano nella stagione 2005-2006 in azione contro il nella gara casalinga del 23 ottobre 2005

A stagione precedente conclusa, c'è una novità: l'ex calciatore Marco Simone acquista il Legnano. La presidenza è affidata al fratello del celebre calciatore del Milan e dei Lilla, Giovanni Simone. Obbiettivo dichiarato della nuova dirigenza è la promozione in Serie C1. Vengono acquistati il portiere Marco Ciarnò, i difensori Riccardo Bettini, Lorenzo Marietti, Giuseppe Petitto, Andrea Avolio e Thomas Holbein, i centrocampisti Patricio D'Amico, Carmine Giordano, Davide Tentoni, Alessandro Bosio, Massimo Epifani, Pedro Kamata e Massimo Dalle Nogare e gli attaccanti Vincenzo Maiolo e Dario Bettini.
Nella stagione 2005-2006 il Legnano disputa il girone A del campionato di Serie C2, piazzandosi in decima posizione della classifica a pari merito con il Lecco con 41 punti. Il torneo viene poi vinto con 69 punti dal Venezia, che ottiene la promozione diretta in Serie C1, mentre la seconda promossa fu l'Ivrea, che vince invece i play-off. L'inizio del campionato è molto promettente, con il Legnano che inanella risultati positivi. Alla 18ª giornata, nell'incontro con il Jesolo, si infortuna molto gravemente l'attaccante Vincenzo Maiolo: dato che lo stop preventivato sarebbe stato molto lungo, Giovanni Simone convince suo fratello Marco a tornare al calcio giocato scendendo in campo con la maglia lilla. Durante la stagione, per tentare di migliorare la situazione, che si fa molto negativa, con il Legnano che a un certo punto è sceso in classifica in zona play-out, vengono acquistati il difensore Giuseppe Antonaccio, il centrocampista Pietro Maglio e l'attaccante Laurent Lanteri. Invece, in Coppa Italia Serie C, il Legnano giunge primo nel girone B venendo poi eliminato ai sedicesimi di finale dalla Pro Patria.
Degna di nota è la convocazione di Pedro Kamata nella nazionale angolana. Il giocatore però non può rispondere alla convocazione perché la FIFA nega l'assenso a causa delle sue presenze nella nazionale francese Under-20. Pedro Kamata è il primo giocatore straniero del Legnano ad essere convocato da una nazionale maggiore estera.

## Divise e sponsor
| Casa |

## Organigramma societario
Area direttiva
- Presidente: Giovanni Simone

Area tecnica
- Allenatore: Gianpaolo Spagnulo, a seguire Luciano Miani

## Rosa
| N. |                      | Ruolo | Calciatore           |
| -- | -------------------- | ----- | -------------------- |
|    | Italia (bandiera)    | D     | Giuseppe Antonaccio  |
|    | Italia (bandiera)    | D     | Andrea Avolio        |
|    | Italia (bandiera)    | A     | Dario Bettini        |
|    | Italia (bandiera)    | D     | Riccardo Bettini     |
|    | Italia (bandiera)    | C     | Alessandro Bosio     |
|    | Italia (bandiera)    | D     | Luca Bretti          |
|    | Italia (bandiera)    | P     | Marco Ciarnò         |
|    | Italia (bandiera)    | C     | Massimo Dalle Nogare |
|    | Argentina (bandiera) | C     | Patricio D'Amico     |
|    | Italia (bandiera)    | C     | Massimo Epifani      |
|    | Italia (bandiera)    | A     | Davide Fais          |
|    | Italia (bandiera)    | A     | Antony Farina        |
|    | Italia (bandiera)    | C     | Carmine Giordano     |

| N. |                    | Ruolo | Calciatore             |
| -- | ------------------ | ----- | ---------------------- |
|    | Francia (bandiera) | D     | Thomas Holbein         |
|    | Francia (bandiera) | C     | Pedro Kamatà           |
|    | Francia (bandiera) | A     | Laurent Lanteri        |
|    | Italia (bandiera)  | C     | Pietro Maglio          |
|    | Italia (bandiera)  | A     | Vincenzo Maiolo        |
|    | Italia (bandiera)  | P     | Enrico Maria Malatesta |
|    | Italia (bandiera)  | D     | Lorenzo Marietti       |
|    | Italia (bandiera)  | D     | Giuseppe Petitto       |
|    | Italia (bandiera)  | C     | Stefano Sala           |
|    | Italia (bandiera)  | D     | Sandro Schenone        |
|    | Italia (bandiera)  | A     | Marco Simone           |
|    | Italia (bandiera)  | C     | Davide Tentoni         |
|    | Italia (bandiera)  | D     | Denis Zanardo          |

## Risultati

### Serie C2 (girone A)

#### Girone d'andata
| Arbitro: | Marzaloni (Rimini) |

|             |           |           |
| Zanardo 21’ | Marcatori | 80’ Bosio |

| Arbitro: | Taverna (Taurianuova) |

|                                             |           |  |
| Epifani 33’ Dalle Nogare 42’ D. Bettini 53’ | Marcatori |  |

| Arbitro: | Branciforte (Nuoro) |

|                                          |           |           |
| D. Bettini 20’, 49’ Maiolo 41’ Bosio 86’ | Marcatori | 64’ Bacci |

| Arbitro: | Cavarretta (Trapani) |

|              |           |  |
| Sardelli 24’ | Marcatori |  |

| Arbitro: | Zanardo (Conegliano) |

|             |           |            |
| Tentoni 56’ | Marcatori | 70’ Sinato |

| Arbitro: | Benedetti (Vicenza) |

|              |           |                |
| Mugnaini 68’ | Marcatori | 19’ D. Bettini |

| Arbitro: | Andolfatto (Bassano del Grappa) |

|                     |           |          |
| R. Bettini 69’, 75’ | Marcatori | 53’ Masi |

| Arbitro: | Baracani (Firenze) |

|                        |           |  |
| Minieri 3’, 18’ (rig.) | Marcatori |  |

| Arbitro: | Didato (Agrigento) |

|             |           |                                  |
| Epifani 72’ | Marcatori | 61’ (rig.) Cunico 90’ Gasparello |

| Arbitro: | Bo (Genova) |

|  |           |                           |
|  | Marcatori | 19’ Kamatà 29’ D. Bettini |

| Arbitro: | Lupo (Matera) |

|  |           |               |
|  | Marcatori | 90+2’ Corradi |

| Arbitro: | Zonno (Bari) |

|                         |           |  |
| Foglia 46’ Barbieri 68’ | Marcatori |  |

| Arbitro: | Marrocco (Pisa) |

|  |           |            |
|  | Marcatori | 41’ Caputo |

| Arbitro: | Prato (Lecce) |

|                 |           |           |
| Vitali 26’, 47’ | Marcatori | 42’ Bosio |

| Arbitro: | Musolino (Catania) |

|  |           |          |
|  | Marcatori | 11’ Moro |

| Crema 18 dicembre 2005 16ª giornata | Pergocrema      | 0 – 0 | Legnano | Stadio Giuseppe Voltini\| Arbitro: \| Ballo (Trapani) \| |
| Arbitro:                            | Ballo (Trapani) |       |         |                                                          |

| Arbitro: | Zanichelli (Genova) |

|             |           |  |
| Epifani 23’ | Marcatori |  |

#### Girone di ritorno
| Arbitro: | Stallone (Foggia) |

|                       |           |  |
| D. Bettini 69’ (rig.) | Marcatori |  |

| Arbitro: | Manera (Castelfranco Veneto) |

|                      |           |             |
| Panzanaro 17’ (rig.) | Marcatori | 36’ D'Amico |

| Arbitro: | G. Stefanini (Livorno) |

|                                  |           |            |
| Sorrentino 48’ (rig.) Zirafa 55’ | Marcatori | 69’ Simone |

| Arbitro: | Barbirati (Ferrara) |

|           |           |                              |
| Bosio 20’ | Marcatori | 26’ Zubin 60’, 78’ Lorenzini |

| Arbitro: | Zanichelli (Genova) |

|              |           |  |
| Andreotti 1’ | Marcatori |  |

| Arbitro: | Burdin (Cormons) |

|  |           |           |
|  | Marcatori | 79’ Volpe |

| Arbitro: | Barletta (Bernalda) |

|               |           |                            |
| Sbaccanti 13’ | Marcatori | 39’ Lanteri 79’ D. Bettini |

| Arbitro: | Andolfatto (Bassano del Grappa) |

|                    |           |  |
| Lanteri 65’ (rig.) | Marcatori |  |

| Arbitro: | Russo (Nola) |

|                            |           |  |
| Gasparello 24’ (rig.), 84’ | Marcatori |  |

| Arbitro: | Zanzi (Lugo di Romagna) |

|                                   |           |                                   |
| D. Bettini 28’ Lanteri 51’ (rig.) | Marcatori | 29’ Pietribiasi 58’ (rig.) Solari |

| Arbitro: | Ballo (Trapani) |

|  |           |                            |
|  | Marcatori | 13’ Epifani 55’ D. Bettini |

| Arbitro: | Morabito (Messina) |

|             |           |  |
| Lanteri 66’ | Marcatori |  |

| Arbitro: | Chiocchi (Foligno) |

|            |           |  |
| Caputo 24’ | Marcatori |  |

| Arbitro: | Cavarretta (Trapani) |

|                |           |             |
| D. Bettini 21’ | Marcatori | 5’ Delpiano |

| Arbitro: | Candussio (Cervignano del Friuli) |

|                             |           |                       |
| Moro 38’ (rig.) Gennari 68’ | Marcatori | 72’ (rig.) D. Bettini |

| Arbitro: | Liotta (Caltanissetta) |

|                            |           |  |
| Lanteri 26’ D. Bettini 52’ | Marcatori |  |

| Arbitro: | Passeri (Gubbio) |

|               |           |            |
| Tagliente 28’ | Marcatori | 68’ Bretti |

### Coppa Italia Serie C

#### Girone B
| Arbitro: | Corletto (Castelfranco Veneto) |

|         |           |  |
| Masi 1’ | Marcatori |  |

| Arbitro: | Spadaccini (Vasto) |

|            |           |  |
| Kamatà 93’ | Marcatori |  |

| Arbitro: | Giglioni (Siena) |

|             |           |                                   |
| Scavone 72’ | Marcatori | 23’ Epifani 51’ Bosio 84’ Bettini |

| Arbitro: | Orsato (Schio) |

|                  |           |             |
| Bettini 14’, 42’ | Marcatori | 1’ Sardelli |

| 7 settembre 2005 5ª giornata |  | – Turno di riposo per il Legnano |  |  |

#### Qualificazione ai sedicesimi di finale
| Arbitro: | Manera (Castelfranco Veneto) |

|                       |           |             |
| D. Bettini 61’ (rig.) | Marcatori | 59’ Temelin |

| Busto Arsizio 26 ottobre 2005 Ritorno | Pro Patria      | 0 – 0 | Legnano | Stadio Carlo Speroni\| Arbitro: \| Peruzzo (Schio) \| |
| Arbitro:                              | Peruzzo (Schio) |       |         |                                                       |

## Statistiche

### Statistiche di squadra
| Competizione         | Punti | Totale | Totale | Totale | Totale | Totale | Totale | DR |
| Competizione         | Punti | G      | V      | N      | P      | Gf     | Gs     | DR |
| -------------------- | ----- | ------ | ------ | ------ | ------ | ------ | ------ | -- |
| Serie C2             | 41    | 34     | 11     | 8      | 15     | 34     | 35     | -1 |
| Coppa Italia Serie C | 9     | 4      | 3      | 0      | 1      | 6      | 3      | +3 |

### Statistiche dei giocatori
| Giocatore       | Serie C2 | Serie C2 |
| Giocatore       | Presenze | Reti     |
| --------------- | -------- | -------- |
| G. Antonaccio   | 5        | 0        |
| A. Avolio       | 16       | 0        |
| D. Bettini      | 29       | 13       |
| R. Bettini      | 14       | 1        |
| A. Bosio        | 24       | 4        |
| L. Bretti       | 15       | 1        |
| M. Ciarnò       | 5        | 0        |
| F. Dalle Nogare | 21       | 1        |
| P. D'Amico      | 30       | 1        |
| M. Epifani      | 32       | 4        |
| D. Fais         | 6        | 0        |
| A. Farina       | 11       | 0        |
| C. Giordano     | 21       | 0        |
| T. Holbein      | 27       | 0        |
| P. Kamatà       | 33       | 1        |
| L. Lanteri      | 14       | 5        |
| P. Maglio       | 12       | 0        |
| V. Maiolo       | 3        | 1        |
| E.M. Malatesta  | 31       | 0        |
| L. Marietti     | 18       | 0        |
| G. Petitto      | 16       | 0        |
| S. Sala         | 2        | 0        |
| S. Schenone     | 20       | 0        |
| M. Simone       | 11       | 1        |
| D. Tentoni      | 23       | 1        |
| D. Zanardo      | 21       | 0        |